# Hugo Aguirre García
Hugo Aguirre García (Guachochi, México; 8 de junio de 1980) es un político y abogado mexicano, actual presidente municipal de Guachochi, Chihuahua. Durante su carrera ha desempeñado otros cargos como presidente del Comité Municipal del PRI, consultor de la Agencia de los Estados Unidos para el Desarrollo Internacional y defensor público en el sistema de justicia penal oral de Chihuahua.

## Primeros años y estudios
Aguirre nació en la comunidad indígena de Cieneguitas, en el municipio de Guachochi, Chihuahua, hijo de Heliodoro Aguirre, un campesino, y de Beatriz García. Realizó su formación básica primaria en Cienaguitas y se trasladó a Guachochi para cursar la secundaria.
En 1997 presentó un examen de admisión en la Facultad de Derecho de la Universidad Autónoma de Chihuahua, obteniendo su título en el año 2002 y desempeñándose inicialmente como abogado postulante en derecho civil, penal y mercantil. Aguirre cuenta además con estudios de posgrado en materia de amparo.

## Defensor público y consultor
En el año 2006 inició su preparación para presentar un examen de oposición con el fin de desempeñarse como defensor público en el sistema de justicia penal oral de Chihuahua, recién instaurado en ese momento. De esta manera fue elegido como uno de los primeros defensores públicos orales del estado. El 3 de enero de 2007 logró reconocimiento al ser seleccionado de entre los defensores públicos para llevar a cabo la primera defensa en una audiencia penal oral en el nuevo sistema de justicia penal del país, logrando la liberación de su representado.
En 2010 se vinculó profesionalmente con la Agencia de los Estados Unidos para el Desarrollo Internacional como uno de sus consultores en México para el Programa de Apoyo, Seguridad y Justicia, en el que visitó estados como Oaxaca, Morelos, Baja California, Hidalgo, Chihuahua y Nuevo León brindando capacitación en campos como la seguridad, el derecho y los juicios orales.

## Vida política
Vinculado desde su juventud al Partido Revolucionario Institucional, Aguirre fue nombrado en 2006 coordinador del Frente Juvenil Revolucionario (hoy en día conocido como Red Jóvenes por México).
En 2013 fue elegido presidente del Comité Municipal del Partido Revolucionario Institucional en Guachochi. En 2015 se convirtió en el coordinador regional de campaña de Carlos Hermosillo Arteaga, candidato a diputado federal por el Distrito 9 que abarca 27 municipios del sur del estado, con cabecera en Hidalgo del Parral, Chihuahua.
En 2016 decidió presentarse a las elecciones para la presidencia municipal de Guachochi, resultando finalmente elegido. En su primer periodo como presidente municipal, Aguirre adelantó proyectos para impulsar avances en la infraestructura de las redes eléctricas, el turismo y los espacios deportivos, educativos y sociales del municipio. Dos años después decidió postularse para la reelección.
El 9 de septiembre de 2018, Aguirre se convirtió en el primer alcalde reelecto en la historia del municipio de Guachochi. En esta segunda etapa como máxima autoridad del municipio, presentó un proyecto para que la cabecera municipal fuera elevada al rango de ciudad, siendo aprobado por el congreso del estado. Durante su primer informe de gobierno, afirmó que en su primer año de gestión se destinaron 40 millones de pesos para la realización de obras públicas.
En enero de 2019 viajó a Sevilla, España para participar en el II Foro Global de Gobiernos Locales, en el que firmó un convenio de colaboración con el ayuntamiento de Sevilla en cuanto a temas de sostenibilidad y apoyo al turismo. El foro, al que asistieron alcaldes de más de 170 ciudades de todo el mundo, contó con la participación del rey Felipe VI.